# Сімонова Ольга Сергіївна
О́льга Сергі́ївна Сімонова (рос. Ольга Сергеевна Симонова, нар. 12 липня 1988, Челябінськ, РРФСР — пом. 13 вересня 2022, Херсонська область, Україна) — російська та українська спортсменка та військослужбовиця, старший сержант ЗСУ.

## Життєпис
Мала фах інженера. З 11 років займалася спортом, основний напрямок — контактні єдиноборства. Майстер спорту та кандидат у майстри з кількох видів спорту, від карате до скелелазіння. Професійно займалася карате. Активно виступала на змаганнях, включаючи чемпіонат Європи.
В кінці осені 2013 року переїхала в Україну. Працювала медиком. А у 2014 році в лютому вирішила брати участь в Революції гідності у Києві. З 2014 по 2015 рік, брала участь у добровольчому підрозділі «Сармат». На початку 2015 року вступила медиком-добровольцем в батальйон спецпризначення «Сєвєр», потім — в батальйон ПСМОП «Золоті ворота». У квітні-вересні 2015 року працювала парамедикинею евакуаційної бригади ПДМШ ім. Пирогова у Бахмуті, Луганському та Попасній. З вересня 2015 по березень 2016 року — парамедикиня полку «Дніпро-1», після чого працювала в Києві.
Восени 2016 року підписала контракт із ЗСУ, проходила службу у 24 ОМБр. 7 березня 2017 року отримала українське громадянство. Сімонова стала першою з іноземців-контрактників ЗСУ, що отримали паспорт громадянина України під час служби. Наприкінці 2018 року пройшла підготовку в навчальному центрі «Десна».
Загинула 13 вересня 2022 року в результаті підриву машини на вибуховому пристрої, виконуючи бойове завдання на Херсонському напрямку, остання посада — командир БМП.
Похована 16 вересня 2022 році в місті Київ на крематорії Байковому кладовищі.

## Нагороди
- Звання Герой України з удостоєнням ордена «Золота Зірка» (8 липня 2023 року, посмертно) — за особисту мужність і героїзм, виявлені у захисті державного суверенітету та територіальної цілісності України, самовіддане служіння Українському народові[7]
- Медаль «Захиснику Вітчизни» (17 червня 2022) — за особисту мужність і самовіддані дії, виявлені у захисті державного суверенітету та територіальної цілісності України, вірність військовій присязі[8]
- Звання «Майстер спорту Росії»

## Дивіться також
- Список українських спортсменів, тренерів і функціонерів, що загинули під час Революції гідності чи внаслідок російської агресії в Україні